# Joueur français de l'année 2018
Navigation
Édition précédente Édition suivante
Le joueur français de l'année 2018 est une distinction attribuée par France Football qui récompense le meilleur footballeur français au cours de l'année civile 2018. Il s'agit de la 61e remise du trophée du meilleur joueur français depuis 1958.

## Palmarès
| #  | Nom               | Club                   | Points |
| -- | ----------------- | ---------------------- | ------ |
| 1  | Kylian Mbappé     | Paris Saint-Germain    | 124    |
| 2  | Raphaël Varane    | Real Madrid            | 109    |
| 3  | Antoine Griezmann | Atlético Madrid        | 107    |
| 4  | N'Golo Kanté      | Chelsea FC             | 56     |
| 5  | Hugo Lloris       | Tottenham Hotspur      | 15     |
| 6  | Paul Pogba        | Manchester United      | 14     |
| 7  | Houssem Aouar     | Olympique lyonnais     | 7      |
| 7  | Nabil Fekir       | Olympique lyonnais     | 7      |
| 7  | Lucas Hernandez   | Atlético Madrid        | 7      |
| 7  | Blaise Matuidi    | Juventus FC            | 7      |
| 11 | Samuel Umtiti     | FC Barcelone           | 5      |
| 12 | Karim Benzema     | Real Madrid            | 3      |
| 13 | Olivier Giroud    | Chelsea FC             | 1      |
| 13 | Tanguy Ndombele   | Olympique lyonnais     | 1      |
| 13 | Florian Thauvin   | Olympique de Marseille | 1      |

## Autres prix
| Prix                                | Lauréat                                   | Club                | Pays   |
| ----------------------------------- | ----------------------------------------- | ------------------- | ------ |
| Meilleur joueur étranger de Ligue 1 | Thiago Silva                              | Paris Saint-Germain | Brésil |
| Meilleure révélation de Ligue 1     | Tanguy Ndombele                           | Olympique lyonnais  | France |
| Dirigeant de l'année                | Laurent Nicollin                          | Montpellier HSC     | France |
| Meilleur joueur de Ligue 2          | Gaëtan Charbonnier                        | Stade brestois 29   | France |
| Meilleur entraîneur de Ligue 2      | Pascal Gastien                            | Clermont Foot 63    | France |
| Prix Orange                         | Antoine Griezmann                         | Atlético Madrid     | France |
| Prix Citron                         | En Avant de Guingamp                      |                     |        |
| Prix Exploit                        | Équipe de France à la Coupe du monde 2018 |                     |        |
| Club promotionnel                   | Vendée Les Herbiers Football              |                     |        |